# Jolanda z Courtenay
Jolanda z Courtenay (francouzsky Yolande de Courtenay, maďarsky Courtenay Jolán, 1200?–1233) byla uherská královna, druhá manželka Ondřeje II.

## Život
Jolanda byla dcerou Petra II. z Courtenay a jeho druhé manželky Jolandy, sestry vládců latinského císařství Balduina I. Konstantinopolského a Jindřicha Flanderského. Sňatek s králem Ondřejem, jehož první manželka byla zavražděna v roce 1213, sjednal Jolandin strýc Jindřich Flanderský. Ke sňatku došlo v únoru 1215 v Székesfehérváru. Po smrti Jolandina strýce 11. července 1216 měl její manžel získat císařskou korunu pro sebe, ale císařem byl prohlášen Jolandin otec.
Jolanda sama udržovala dobré vztahy s manželovými dětmi z prvního manželství a porodila mu další dceru. Zemřela v roce 1233, její manžel ji přežil a oženil se ještě jednou. Pohřbená je v cisterciáckém klášteře Igriș.